# Adalaria virescens
Adalaria virescens är en snäckart som beskrevs av Bergh 1880. Adalaria virescens ingår i släktet Adalaria och familjen Onchidorididae. Inga underarter finns listade i Catalogue of Life.